# خواجه سنان پاشا

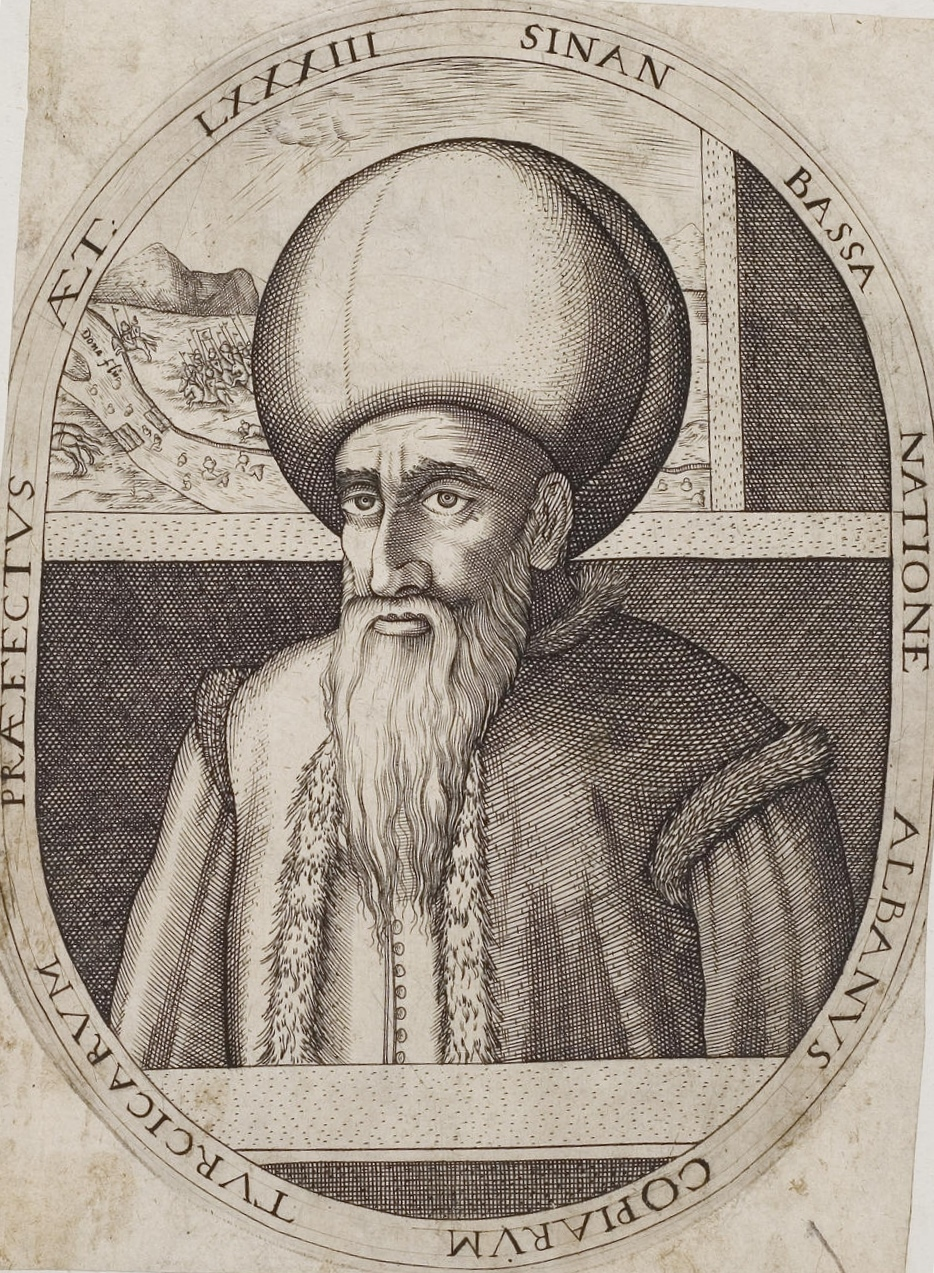
طرح‌نگاره‌ای از چهرهٔ ژولین کوربه - حوالی ۱۵۹۵

قوجا سنان پاشا (۱۵۰۶- ۳ آوریل ۱۵۹۶)، آلبانی‌تبار، سردار سپاه و وزیر اعظم عثمانی بود.

## زندگی
در سال ۱۵۶۹ فرماندار مصر  شد و در ۱۵۷۱ در فتح یمن شرکت کرد. در ۱۵۷۴ در بازپس‌گیری تونس (۱۵۷۴) از اشغال غرنی‌ها فرمانده نظامی بود.
در ۱۵۸۰ فرمانده سپاه عثمانی در جنگ‌های صفوی-عثمانی (۱۵۷۸-۱۵۹۰) بود و وزیر اعظم سلطان مراد سوم شد. اما یک سال بعد تبعید شد.
در سال ۱۵۸۹ فرماندار دمشق شد و پس از انقلاب بزرگ جان‌نثارها، برای دومین بار وزیر اعظم شد.